# Castello di Pietratagliata
Il castello dei Gresti o di Pietratagliata si trova in territorio di Aidone, appunto in contrada Gresti, quasi al centro del triangolo che unisce Aidone, Valguarnera e Raddusa. La sua condizione attuale è quella di rudere se pur ben leggibile nelle forme, che sono costituite principalmente di una poderosa torre piena e di una serie di stanze ingrottate.
La sua origine non è ben definita, le prime notizie storiche documentabili risalgono al XIV secolo. I ruderi del castello sono tuttora di proprietà privata e da molti decenni lasciati all'incuria e all'abbandono.

## Posizione geografica

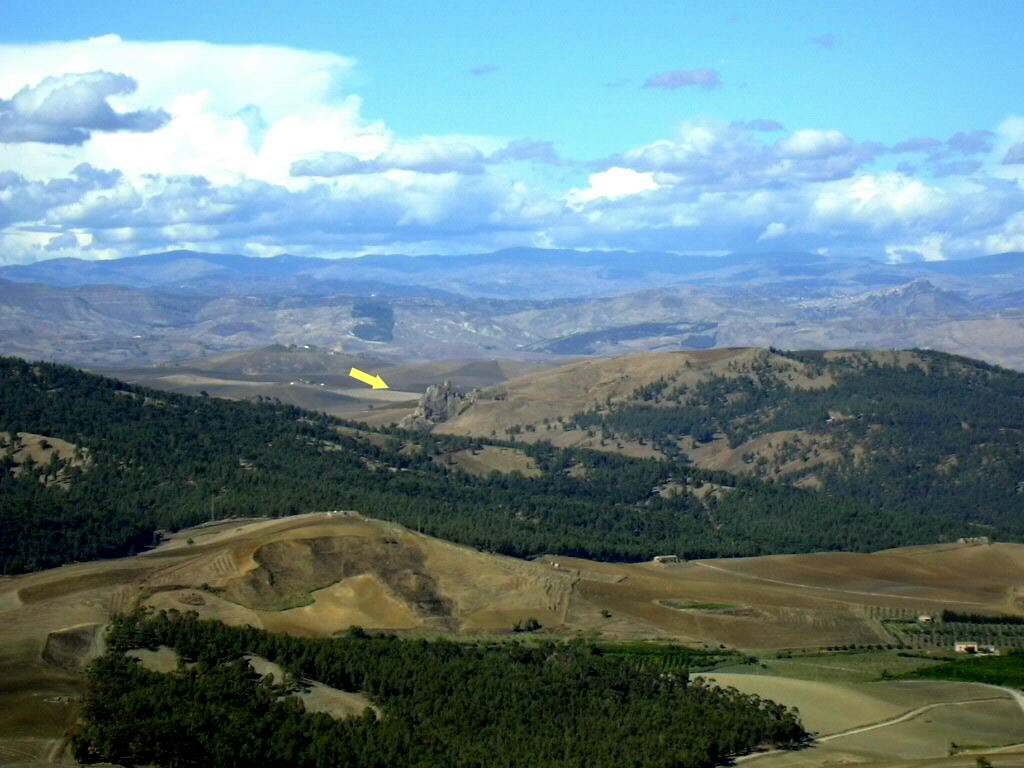
Il castello di Pietratagliata visto dal Belvedere di Aidone.

Il castello sorge su un'elevata cresta rocciosa di natura arenitica, che per due km, in direzione NE-SO, affiora nella vallata del Gornalunga. Nella parte centrale, lo sperone più alto, posto a cavallo del torrente Canne o Gresti a cui fa da diga naturale, è stato utilizzato dall'uomo per la sua posizione strategica come postazione di controllo e difesa. Infatti il castello costituisce un avamposto o una fortezza di avvistamento per il controllo di un vasto territorio, connotato dalle importanti vie di comunicazioni che dalla costa orientale (Catania, Siracusa, Lentini, Naxos...) si addentravano verso il centro della Sicilia dominato da insediamenti quali Morgantina, Enna, Agira.
Il castello con qualche difficoltà è raggiungibile da Aidone percorrendo la SS 288, in direzione Catania, per circa 15 km, dopodiché ci si inoltra nella Strada Provinciale per Valguarnera che si percorre per 10 km circa.

## Il nome e la storia
Il castello è conosciuto con entrambi i nomi. La denominazione "Pietratagliata", che si riferisce certamente alla presenza degli ambienti tagliati nella roccia, è già testimoniata nei documenti in epoca medievale, quando viene citato il feudo di Fessinia o di Pietratagliata. La tradizione popolare lo conosce con il nome "castello dei Gresti" (in dialetto: u castedd' î Grest), probabilmente per la sua vicinanza con il Cozzo dei Gresti, un modesto rilievo sul quale in età greco-romana era sorto un insediamento, testimoniato dai numerosissimi cocci ceramici emergenti, che diedero appunto il nome al sito (cocci, in dialetto "gresti").
Per la posizione strategica è indubbio che il sito sia stato abitato fin dai tempi più remoti; la struttura esistente è certamente di epoca arabo-normanna, ma nei documenti appare per la prima volta nel 1374, quando il feudo ed il fortilizio di Pietratagliata viene assegnato da Federico III di Sicilia, con un privilegio, a Perronus de Iuenio (Gioeni). Fino al 1512 Giovanni Luca Barberi, nei suoi Capibrevi ne conferma l'appartenenza alla famiglia Gioeni, già concessionaria della terra di Aidone e dei feudi circostanti. In seguito passò a vari proprietari tra cui il barone Caprini che nel 1668 fece incidere sull'architrave di una finestra ogivale, su una lastra di marmo, un'epigrafe in latino. Non c'è traccia oggi dell'epigrafe, ne conosciamo il testo per opera del Magno, che nel suo libro, citato, racconta di averla letta dopo essersi munito di binocolo. Questo il testo dell'epigrafe (secondo la traduzione dello stesso Magno), una dedica del Caprini ad un suo giovane successore, forse il figlio, a cui lascia questi terreni fertili e ricchi, ma arsi dal sole e privi delle delizie del giardino delle Esperidi:
o giovinetto, al quale queste cose appartengono per diritto (di discendenza) di Giacomo Caprini, il quale ne è il barone e qui risplende col suo antico stemma, ti avanza.
Tu godrai non dell'orto delle Esperidi, ma dei feudi, del pingue armento di lui e del gregge pascolante. Felice te, o giovinetto, che ti pasci di aura celeste nella casa del grande eroe piena di abbondanza. Anno del Signore 1668»

## La leggenda

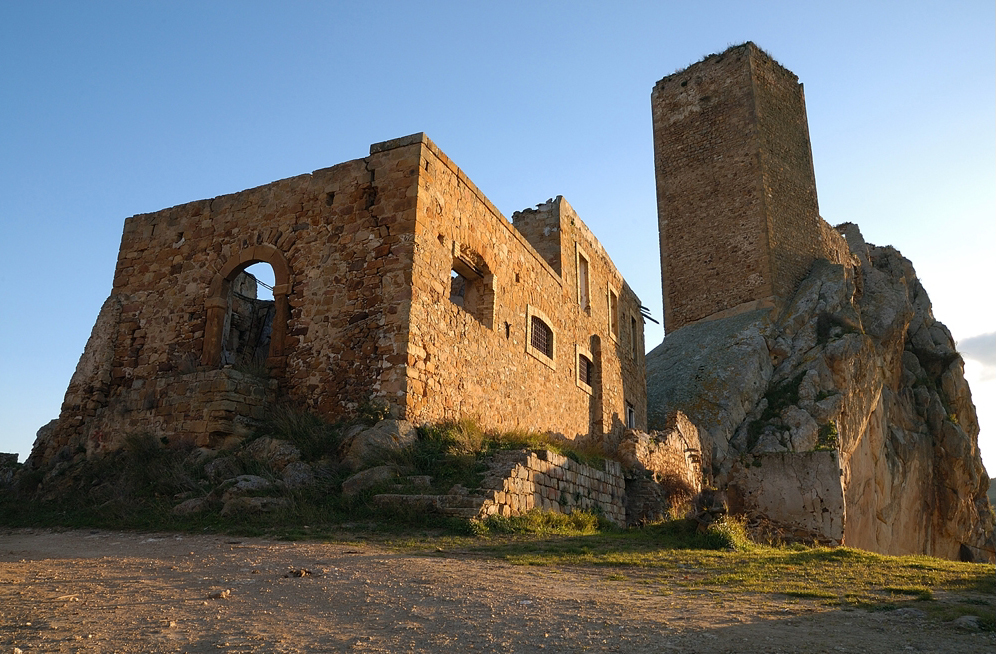
Castello di Pietratagliata, L'edificio sulla strada.

L'epigrafe posta molto in alto, la posizione solitaria del castello ne ha fatto l'oggetto di una leggendaria "truvatura": il cavaliere che, mentre lo superava al galoppo, fosse riuscito a leggere e ad interpretare l'epigrafe, avrebbe trovato un ingente tesoro. La lapide, la cui iscrizione è riportata in vari testi di storia locale, oggi non esiste più, probabilmente fu trascinata nel crollo del prospetto settentrionale.
Ma secondo alcuni studiosi sulla collina sovrastante alla fine dell'Ottocento furono ritrovate parecchie monete d'argento e di elettro coniate da una zecca al seguito di un esercito punico (Ippocrate?) ed alcune d'argento di Morgantina serie SIKELIOTAN che raffiguravano un cavaliere al galoppo nel R/ mentre nel D/ Zeus e forse per questi reperti è nata la leggenda.

## Descrizione

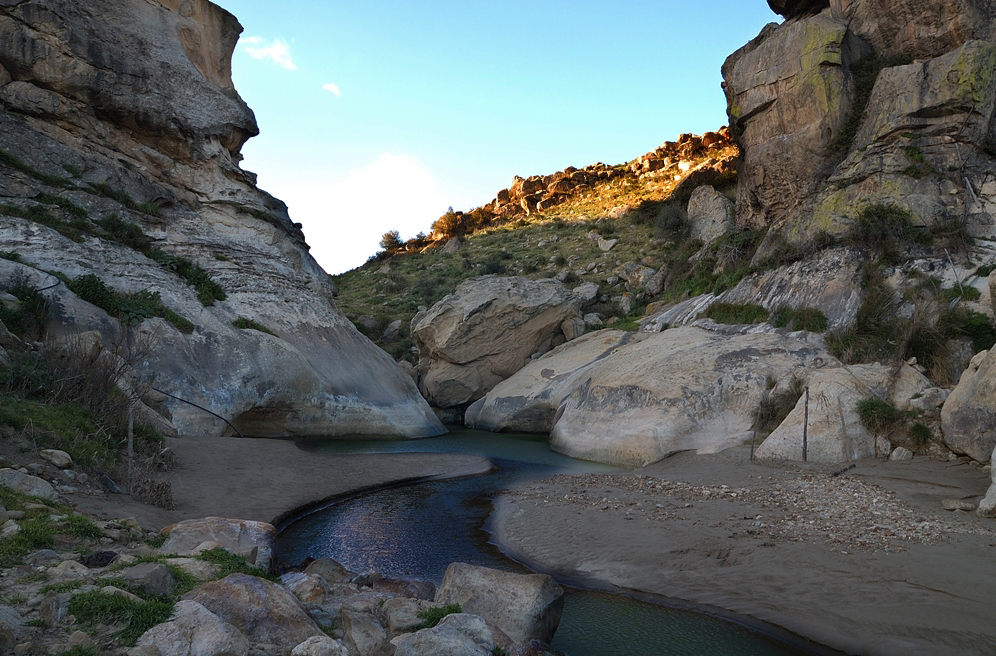
Il torrente Canne o Gresti ai piedi del castello.

La struttura si estende su quattro livelli: al primo livello, che è anche il più antico si trovano delle abitazioni rurali e un'ampia grotta che si apre con un loggiato a sud e con una finestra e loggiato a nord. Al secondo livello da cui ha inizio anche la torre piena e parte la scala scavata nella roccia, ci sono due locali: un ingresso e una sala con finestra delimitata da panchette in muratura.
Al terzo livello, il secondo piano in cui si trovano gli ambienti "nobili" di rappresentanza, sono presenti quattro stanze scavate nella roccia e altre in muratura. Al quarto livello è presente un ambiente con portale di ingresso che farebbe pensare ad una cappella e una cisterna per la raccolta delle acque piovane.
Un cenno a parte merita l'alta torre piena, saldamente ancorata alla roccia, visibile a grandi distanze. Presenta pareti dalle superfici compatte, sottolineate da spigoli costruiti in blocchi di pietra perfettamente squadrati; l'accesso alla terrazza della torre era consentito da una stupenda scala a chiocciola, con gradini di basalto, posta nell'angolo di sud-est.
Per la struttura ed alcuni aspetti particolari, il castello non può avere avuto la funzione di dimora signorile, ma fu certo una fortezza di avvistamento all'interno della valle del Gornalunga che, dai tempi più remoti, ha fatto da tramite tra la costa ionica e l'interno.
La presenza di numerosi castelli similari (alcuni oggi riconoscibili solo dalla toponomastica) fa ritenere plausibile l'ipotesi che il castello fosse inserito all'interno di una rete di segnalazioni ottiche, definite anticamente fani o fuochi, che consentivano di trasmettere rapidamente un segnale anche a grande distanza. La rete ottica è qui rappresentata dalle direttrici: Enna - Valguarnera - Pietratagliata - Morgantina - Aidone - Mongialino - Mineo.